# Случајни детективи
Случајни детективи (енгл. Murder Mystery) амерички је филм са елементима комедије и мистерије из 2019. године. Режију потписује Кајл Невачек, по сценарију Џејмса Вандербилта, док главне улоге тумаче Адам Сандлер и Џенифер Анистон. Прати брачни пар који је нађе у истрази убиства на јахти милијардера. Приказан је 14. јуна 2019. године за Netflix. Добио је помешане рецензије критичара. Наставак, Случајни детективи 2, приказан је 2023. године.

## Радња
На дуго очекиваном путовању по Европи, полицајац из Њујорка и његова жена фризерка труде се да реше збуњујуће убиство на јахти милијардера.

## Улоге
| Глумац              | Улога                |
| ------------------- | -------------------- |
| Адам Сендлер        | Ник Спиц             |
| Џенифер Анистон     | Одри Спиц            |
| Лук Еванс           | Чарлс Кавендиш       |
| Теренс Стамп        | Малколм Квинс        |
| Џема Артертон       | Грејс Балард         |
| Дејвид Волијамс     | Тоби Квинс           |
| Дани Бун            | инспектор Де ла Кроа |
| Џон Кани            | пуковниҝ Уленга      |
| Адил Ахтар          | Махараџа             |
| Олафур Дари Олафсон | Сeргеј               |
| Луис Херардо Мендез | Хуан Карлос          |
| Сиори Куцуна        | Сузи Накамура        |
| Ерик Грифин         | Џими Стерн           |